# 빈 증권거래소

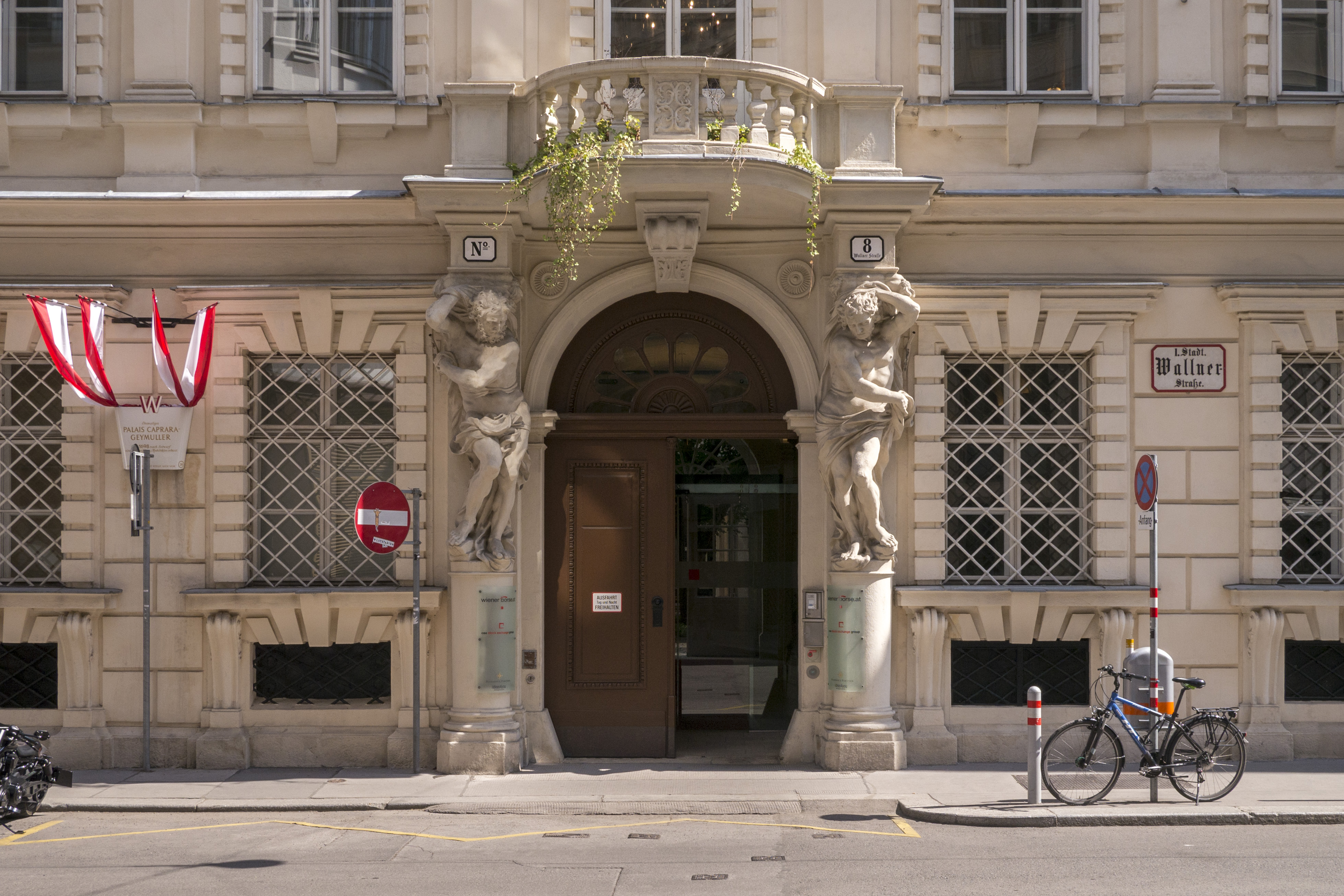

비엔나 증권거래소 또는 빈 증권거래소(독일어: Wiener Börse)는 오스트리아 빈에 소재한 증권거래소이다. 1771년에 설립되었다.
이 거래소는 체코 프라하 증권거래소를 소유 및 운영하며, 중부, 동부 및 남동부 유럽의 다른 거래소에 시장 인프라를 제공하며 주식 시장 데이터를 수집 및 배포한다.